# 萩站
萩站（日语：／ Hagi eki */?）是位於山口縣萩市大字椿字濁渕，西日本旅客鐵道（JR西日本）的山陰本線車站。

## 概要
雖然此站名為「萩站」，但是東萩站較接近萩市政廳。曾經在此路段上行走的特急・急行列車均停東萩站，除了部分急行外均通過此站。在JTB時間表中，萩市的中心車站為東萩站。
另外，在2017年6月17日開始運行的TWILIGHT EXPRESS 瑞風（山陰路線（下行）2日1夜）中，可以在此站乘車。

## 歷史
- 1925年（大正14年）
  - 4月3日 - 國有鐵道美禰線長門三隅站至此站開業，此站啟用。為客運和貨運車站。
    - 當時車站地址為山口縣阿武郡萩町大字椿字濁渕。

  - 11月1日 - 美禰線此站至東萩站之間開業。
- 1932年（昭和7年）7月1日 - 萩町實施市制，萩市（第一次）成立，車站地址為山口縣萩市大字椿字濁渕。
- 1933年（昭和8年）2月24日 - 包含此站在內，部分美禰線編入至山陰本線，成為山陰本線車站。
- 1977年（昭和52年）3月31日 - 終止貨物起卸業務。
- 1987年（昭和62年）4月1日 - 伴隨國鐵分割民營化，車站由西日本旅客鐵道（JR西日本）營運。
- 1996年（平成8年） - 車站大樓登錄成為登錄有形文化財。
- 2005年（平成17年）3月6日 - 隨著萩市（第二次）成立，車站地址為現時位置。
- 2013年（平成25年）7月28日 - 發生暴雨（日语：平成25年7月28日の島根県と山口県の大雨），包含此站在內，益田站至長門市站之間暫停服務。（包含此站在內，奈古站至長門市站之間在同年8月4日重開。）
- 2016年（平成28年）10月14日 - 車站前方建立井上勝銅像，並舉行揭幕儀式[2][3]。

## 車站構造
車站是一座地面車站，設有2面2線的相對式月台，設有列車交會設備。
車站設有車站大樓，大樓位於上行月台側。兩月台之間設有跨線橋連接。
車站由長門鐵道部管理的無人車站。車站沒有自動售票機。
車站大樓內西邊設有萩市自然和歷史展示館（資料館）。

### 月台
| 月台         | 路線      | 上下行 | 方向             |
| ------------ | --------- | ------ | ---------------- |
| 車站大樓旁邊 | ■山陰本線 | 上行   | 東萩、益田方向   |
| 車站大樓對面 | ■山陰本線 | 下行   | 長門市、下關方向 |

※在旅客資訊上沒有月台編號

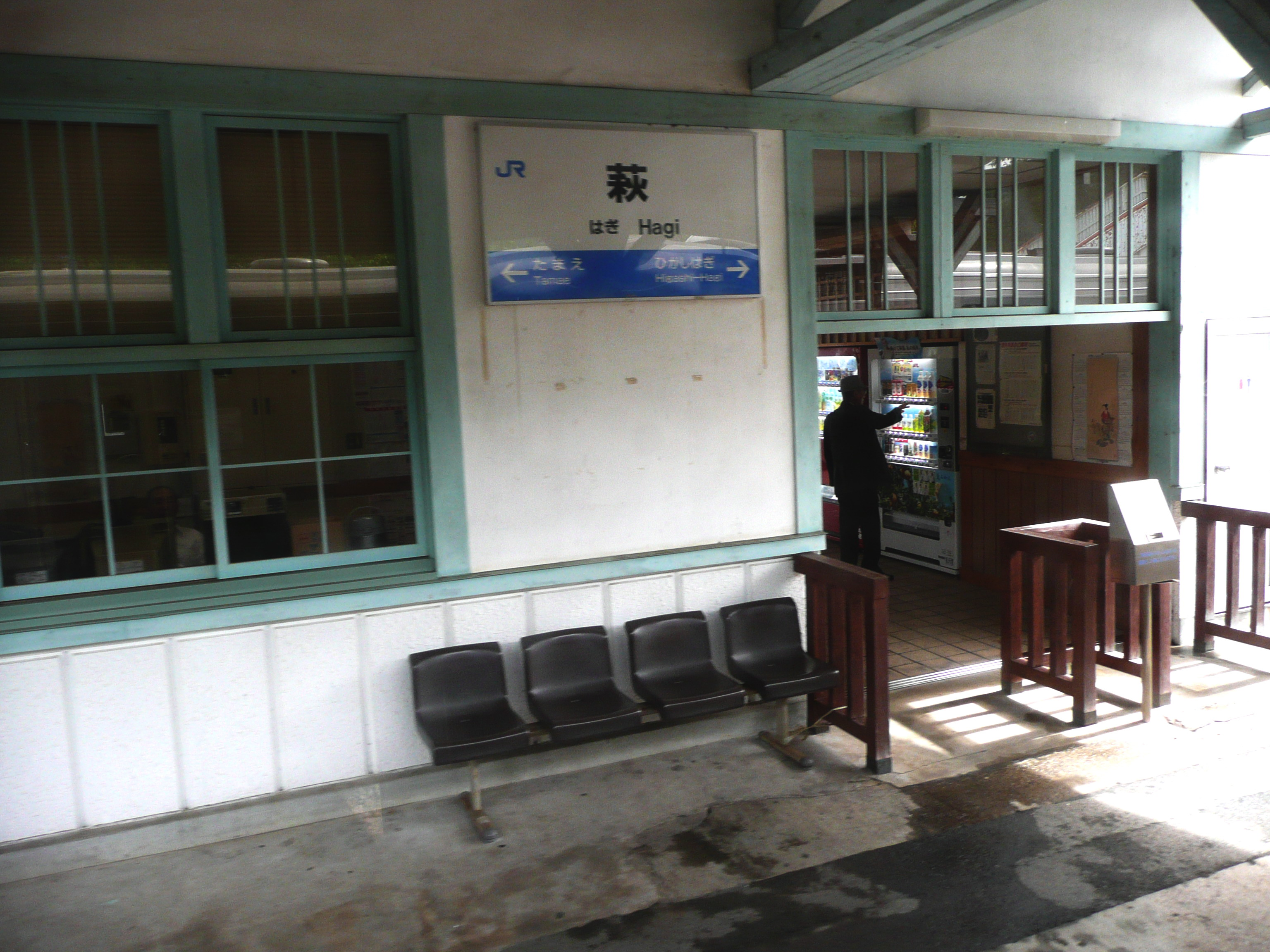
閘口（2009年7月30日）
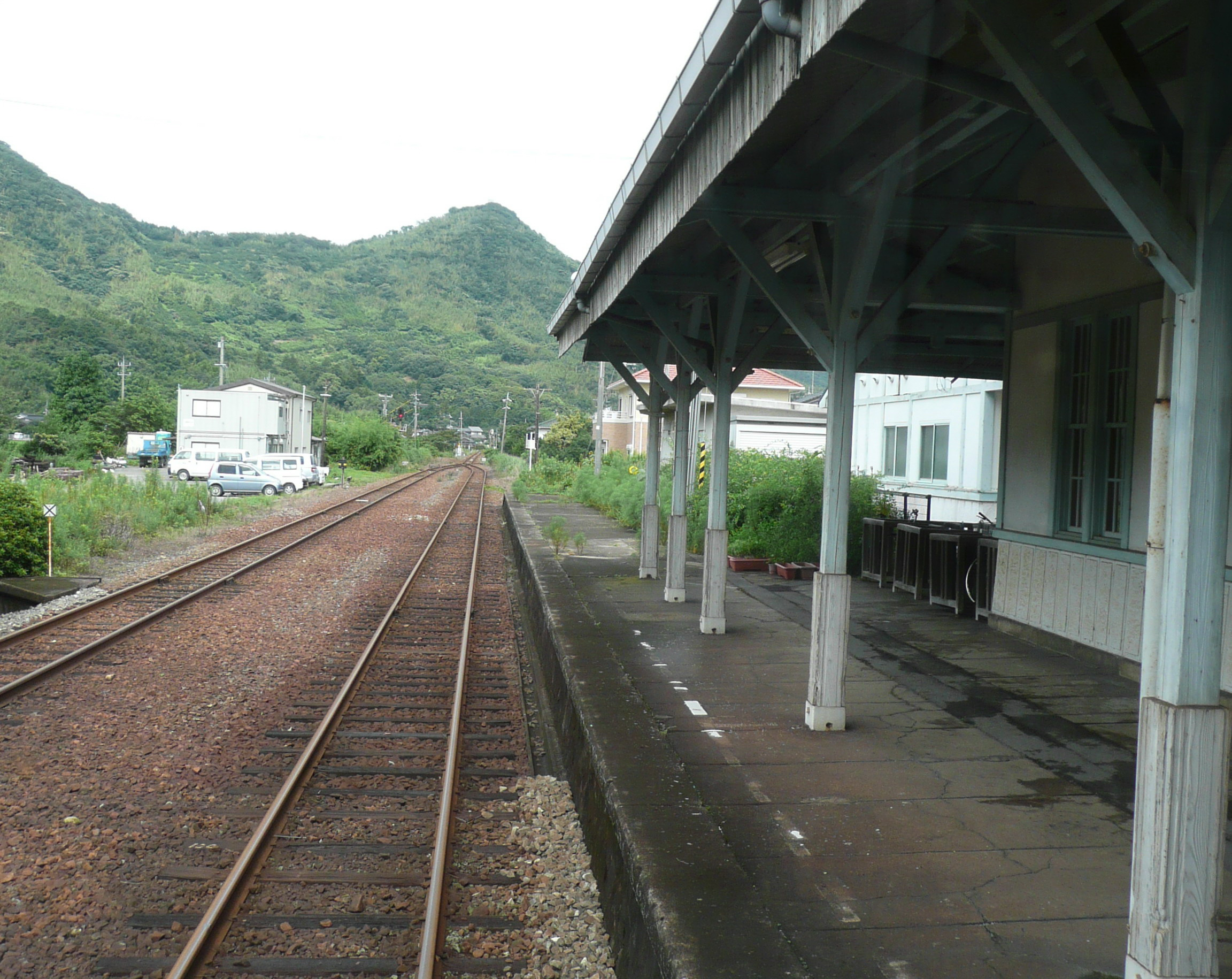
月台「長門市、下關方向」（2009年7月30日）
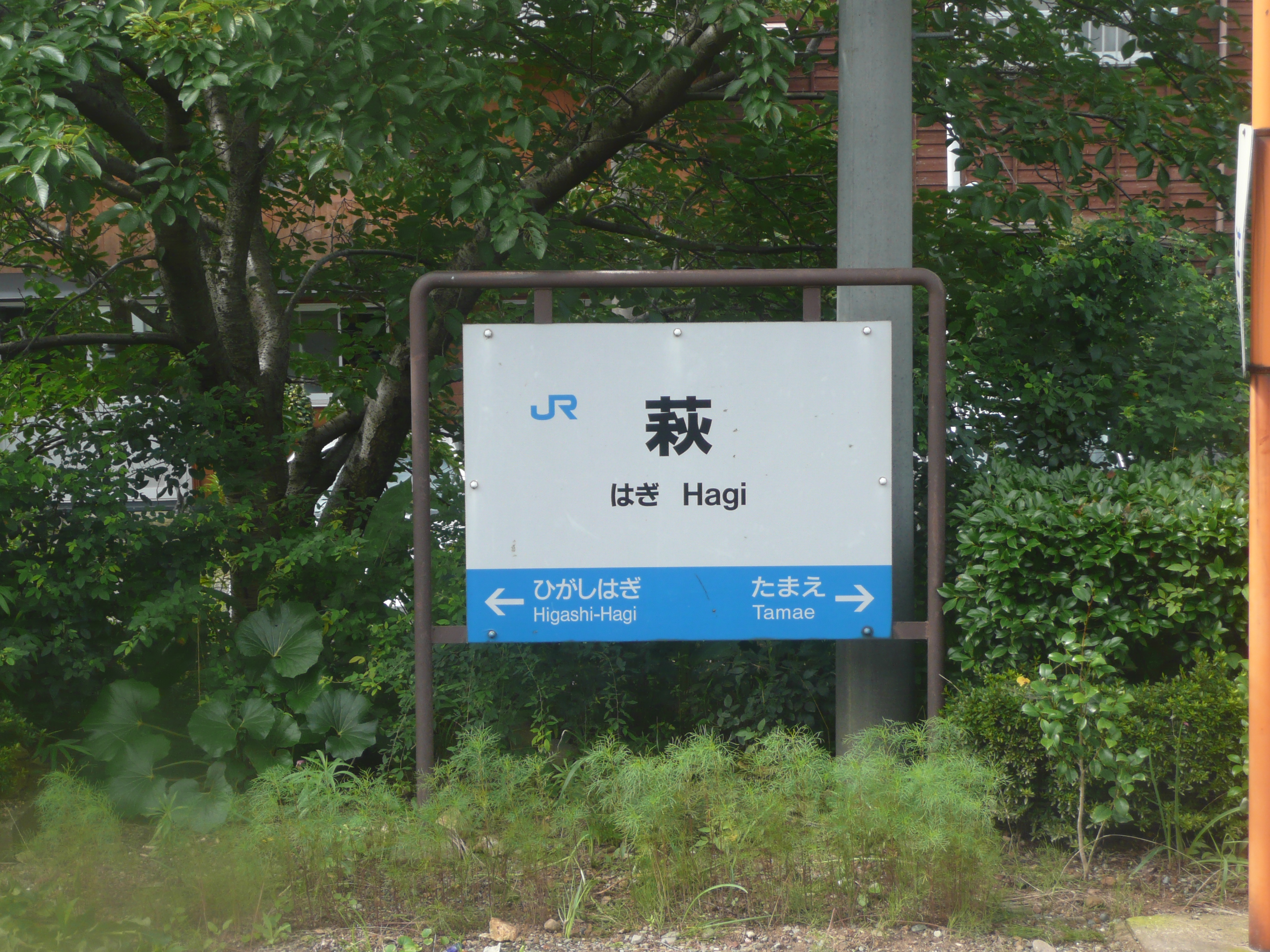
站名牌（2009年7月30日）

## 使用狀況
以下為近年1日平均乘車人次列表：
| 乘車人次變化 | 乘車人次變化    |
| 年度         | 1日平均乘車人次 |
| ------------ | --------------- |
| 1999         | 99              |
| 2000         | 不明            |
| 2001         | 97              |
| 2002         | 95              |
| 2003         | 89              |
| 2004         | 86              |
| 2005         | 81              |
| 2006         | 64              |
| 2007         | 59              |
| 2008         | 59              |
| 2009         | 64              |
| 2010         | 62              |
| 2011         | 47              |
| 2012         | 40              |
| 2013         | 44              |
| 2014         | 43              |
| 2015         | 66              |
| 2016         | 61              |
| 2017         | 89              |
| 2018         | 50              |

## 車站周邊
車站位於萩市中心南邊。車站附近設有國道262號。在該道路上的橋本橋附近設有阿武川三角州。
- 大照院（日语：大照院）（萩藩主毛利家墓地）
- 涙松蹟
- 萩市立萩市民體育館
- 萩市立椿西小學
- 萩市民醫院
- 金谷天滿宮

## 巴士路線
- JR巴士防長線（日语：防長線）
  - 佐佐並、山口站、湯田溫泉方向
  - 經東萩站 萩、明倫學舍
- 防長交通（日语：防長交通）（與ＪＲ巴士的巴士站不同位置）
  - 經大田中央、湯之口前往新山口站在來線出口方向
  - 東萩站
- 萩循環圈巴士（日语：萩循環まぁーるバス）

## 相鄰車站
西日本旅客鐵道
■山陰本線
東萩－萩－玉江

## 注腳
1. ↑   (新闻稿). 西日本旅客鐵道. 2016年7月8日  [2016年7月9日]. （原始内容存档于2016年7月8日） （日语）.
2. ↑  . YOMIURI ONLINE. 2016-10-15  [2016-10-15]. （原始内容存档于2016-10-18）.
3. ↑  . 交通新聞 (交通新聞社). 2016-11-15.
4. ↑  山口縣統計年鑑

## 外部連結
- 萩｜車站資訊：JR出門網 - 西日本旅客鐵道
- 萩市觀光協會 （页面存档备份，存于）